# Родинки (Московская область)
Родинки — упразднённая деревня, располагавшаяся на территории Богородского городского округа Московской области России. В настоящее время входит в состав деревни Новая Купавна.

## География
Находилась в северо-восточной части области, в зоне хвойно-широколиственных лесов, на правом берегу речки Чудинки, к северу от автодороги М7, на расстоянии примерно 17 километров (по прямой) к западу от города Ногинска, административного центра округа.

### Климат
Климат характеризуется как умеренно континентальный, с умеренно холодной зимой и тёплым летом. Среднегодовая температура воздуха — +5,7 °C. Средняя температура воздуха самого холодного месяца (января) — −7,3 °C (абсолютный минимум — −45 °C), средняя температура самого тёплого (июля) — +20,1 °С (абсолютный максимум — +38,5 °C). Годовое количество атмосферных осадков — 560 мм, из которых около 70 % выпадает в период с апреля по октябрь.

## История
В «Списке населенных мест Московской губернии по сведениям 1859 года» населённый пункт упомянут как владельческое село Воскресенское (Родинки) Богородского уезда, расположенное в 20 верстах от уездного города. В селе насчитывалось 4 двора и проживало 32 человека (15 мужчин и 17 женщин).
По состоянию на 1913 год, погост Родинки входил в состав Осеевской волости Богородского уезда.
По данным 1926 года в сельце насчитывалось 4 хозяйства (в том числе 2 крестьянских) и проживало 13 человек (5 мужчин и 8 женщин). Входила в состав Михневского сельсовета Васильевской волости Богородского уезда.

## Храм Воскресения Словущего
Первая церковь в Родинках появилась в 1686 году. В 1769 году на средства А. А. Нарышкиной в её усадьбе был построен новый небольшой ярусный храм в стиле барокко. В начале XIX века были построены колокольня и трапезная с приделом Иоасафа Царевича. Закрыт не позднее 1930-х годов. Позднее был капитально перестроен и использовался как жилой дом.